# Vincenzo Lapuma
Vincenzo Lapuma (Palermo, 22 gennaio 1874 – Roma, 4 novembre 1943) è stato un cardinale italiano.

## Biografia
Nacque a Palermo il 22 gennaio 1874.
Papa Pio XI lo elevò al rango di cardinale nel concistoro del 16 dicembre 1935.
Partecipò al conclave del 1939 che elesse Pio XII.
Morì il 4 novembre 1943 all'età di 69 anni.